# 北米德爾敦 (肯塔基州)
北米德爾敦（英語：North Middletown）是一個位於美國肯塔基州波旁縣的城市。

## 地方資料
根據2020年美國人口普查的數據，北米德爾敦的面積為0.86平方千米，當中陸地面積為0.86平方千米，而水域面積為0.00平方千米。當地共有人口610人，而人口密度為每平方千米709.3人。